# Charles de Casaulx
Charles de Casaulx, né le 20 mars 1547 à Marseille où il est mort assassiné le 17 février 1596, a été capitaine de la milice bourgeoise de Marseille ; il prit la tête des Ligueurs, s'empara du pouvoir dans la ville en février 1591 et imposa une « dictature marquant la défaite temporaire de l'aristocratie marchande locale. ». Il a été premier consul de 1591 à son assassinat en 1596.

## Origine
La famille de Charles de Casaulx était originaire de Gascogne. Son arrière-grand-père était arrivé à Marseille aux alentours de 1480. Son grand-père, Philippe de Casaulx, qui s’était distingué lors du siège de la ville par les troupes de Charles Quint commandées par le connétable de Bourbon en 1524, fut élu troisième consul en 1537. Son père était un marchand qui reçut en 1552 l’office de garde des magasins et arsenaux. Charles de Casaulx était donc issu d’une honorable famille.
À 28 ans, il exerce des fonctions municipales comme intendant du port. Il sert plusieurs fois comme capitaine de quartier et se rend très populaire par ses interventions en faveur des droits et privilèges de la ville contre l’évêque ou le gouverneur. C’est un ligueur zélé, qui se préoccupe avant tout des intérêts de la ville et aspire à devenir 1er consul.

## Ascension

### Le coup de force manqué de 1585
Après la mort survenue le 10 juin 1584 du duc d’Anjou, frère du roi Henri III qui n’avait pas d’enfants, l’héritier du trône de France était un prince protestant Henri de Bourbon, roi de Navarre. Comme partout en France, deux partis s’affrontaient à Marseille :
- les ligueurs sous la direction de Hubert de Vins, neveu de Jean de Pontevès, comte de Carcés (1512-1582)
- les royalistes, surnommés les bigarrats, sous l’autorité du gouverneur de Provence, Henri de Valois, dit le chevalier d'Angoulême, fils légitimé du roi de France Henri II et de l’écossaise Jane Stuart.

À Marseille, la grande majorité de la population était favorable à la ligue, mais peu portée, dans l’ensemble, aux aventures. En 1585, profitant de l’absence du 1er consul Antoine d’Arène qui avait été appelé à la Cour, le second consul Louis de La Motte Dariès voulut faire adhérer la ville de Marseille à la ligue avec la complicité de Claude Boniface, capitaine du quartier de la Blanquerie, et de Charles de Casaulx. Ce mouvement insurrectionnel avorta, car le véritable chef des ligueurs était François de Bouquier qui n’était pas favorable à une telle révolte. Le chevalier d'Angoulême quitta Aix-en-Provence pour se rendre à Marseille où il fit arrêter Dariès et Boniface. En revanche, Charles de Casaulx réussit à s’échapper. Le 13 avril 1585, Louis de La Motte Dariès et Claude Boniface étaient décapités. Casaulx se réfugia à Aix où la comtesse de Sault lui fit obtenir le commandement d’un régiment dans l’armée de Hubert de Vins.

### Nouvelle tentative
François de Bouquier était décidé à tirer parti de sa victoire. En accord avec le grand prieur, il fit modifier le règlement d’élection des consuls de Marseille qui prit le nom de règlement d’Angoulême, le grand prieur étant duc d’Angoulême. Peu après l’assassinat de ce dernier le 1er juin 1586, Antoine de Bouquin, beau-frère d’Antoine Lenche, fut élu 1er consul en octobre 1586.
Jean Louis de Nogaret, duc d’Épernon, succéda au grand prieur au poste de gouverneur de la Provence, mais se retira un temps et laissa le commandement à son frère, Bernard de Nogaret, seigneur de La Valette. En octobre 1587, furent élus Nicolas de la Cépéde 1er consul (ligueur) et Antoine Lenche et Jean Bousquet, deuxième et troisième consul (partisans du roi).
Hubert de Vins, chef des ligueurs de Provence, voulut mettre la main sur Marseille et y envoya Honoré Louis de Castellane Besaudun. Malgré l’intervention d’abord victorieuse de La Valette, celui-ci fut obligé de se retirer. L’autorité du roi était bafouée. Après l’arrivée de Hubert de Vins à Marseille, des émeutes favorables à la ligue se produisent. Antoine Lenche, partisan du roi, est massacré le 28 août 1588. La ville de Marseille est alors sous la domination totale de la ligue.
En octobre 1588, les ligueurs élisent 1er consul Gaspard d’Albertas, seigneur de Villecroze, et non Casaulx ce qui fut un échec pour lui. Peu de temps après Henri III fait assassiner le 23 décembre 1588 le duc Henri Ier de Guise. Une importante manifestation a lieu à Marseille en faveur des ligueurs Hubert de Vins et Castellane-Besaudun. La Provence est coupée en deux avec d’une part les catholiques qui tiennent les campagnes et ont leur parlement à Pertuis et d’autre part les ligueurs maîtres des villes avec leur parlement à Aix-en-Provence. Lorsque Henri III meurt assassiné le 1er août 1589, le parlement d’Aix reconnaît le cardinal de Bourbon dit « Charles X » tandis que celui de Pertuis reconnaît Henri IV.

### Ligueurs contre ligueurs
Lors de l’élection des consuls de Marseille en octobre 1589 deux clans de ligueurs s’affrontent pour le poste de 1er consul :
- Charles de Casaulx, soutenu par Hubert de Vins et le consul sortant Gaspard d’Albertas de Villecroze
- Pierre Caradet de Bourgogne, soutenu par Honoré Louis de Castellane Besaudun et par Gaspard de Pontevès, comte de Carcès.

La ligue s’était en effet séparée en deux clans : une partie française avec les carcistes et une partie savoyarde avec de Vins et la comtesse de Sault. Hubert de Vins était favorable à une aide savoyarde en hommes et en argent, mais pas à une entrée militaire régulière qui donnerait au duc de Savoie le pouvoir en Provence. C’est Caradet de Bourgogne qui fut élu le 28 octobre 1589 dans le plus grand désordre. Villecroze, accusé de vouloir livrer la ville au duc de Savoie, ce qui était inexact, fut arrêté et tué le lendemain de l’élection. Quelque temps plus tard, le 20 novembre 1589, Hubert de Vins était tué d’un coup d’arquebuse devant Grasse. Sa disparition ouvrit la voie à ceux qui voulaient confier au duc de Savoie la protection d’une Provence libre et indépendante.
C’était un nouvel échec pour Casaulx qui non seulement n’était pas élu 1er consul, mais perdait aussi deux de ses plus fidèles amis.

### L’alliance avec la comtesse de Sault
Charles de Casaulx s’allia avec Christine d’Aguerre, comtesse de Sault, veuve de Louis d’Agoult Montauban, ardente ligueuse. Elle fit appel à Charles-Emmanuel, duc de Savoie et gendre de Philippe II d’Espagne.
Casaulx essaya une nouvelle fois de se faire élire consul, mais ce fut Cornelio de Remezan qui fut élu 1er consul le 28 octobre 1590. Casaulx se retira à Aix-en-Provence.
Après l’arrivée du duc de Savoie à Aix-en-Provence, la comtesse de Sault accompagnée de Besaudun et Casaulx de rendit à Marseille le 20 février 1591. Le lendemain, après le retour de la comtesse à Aix-en-Provence, une nouvelle émeute commença entre les partisans du consul qui réclamaient le départ des troupes du duc de Savoie et ceux de Casaulx. Dans la soirée, deux chanoines de la Major purent faire accepter un armistice. Le lendemain Casaulx s’empara de l’hôtel de ville. Il était le maître de Marseille.

## Casaulx dictateur
Le 2 mars 1591 la comtesse de Sault et le duc de Savoie furent reçus à Marseille par Charles de Casaulx. Le duc de Savoie, après une visite au château d'If, s’embarqua pour l’Espagne afin de demander à son beau-père, Philippe II, une aide au bénéfice de la ligue. Au cours de l’été 1591, le duc de Savoie fut de retour d’Espagne avec quinze galères et un millier de soldats espagnols.
Le duc de Savoie se brouilla ensuite avec la comtesse de Sault et la fit même emprisonner ainsi que son fils Créqui. La comtesse parvint à s’évader et trouva refuge auprès de Casaulx à Marseille. En octobre 1591, Casaulx fut enfin nommé 1er consul. Il était le maître tout puissant de Marseille.
Casaulx gardera le pouvoir jusqu’à son assassinat en 1596. Tout au long de ces cinq années de règne il trouva un appui constant auprès du viguier Louis d’Aix. Tous deux, qui furent surnommés les « dumvirs », espéraient transformer Marseille en république catholique indépendante. En revanche, le duc de Savoie qui voulait toujours posséder Marseille, fit occuper l’abbaye de Saint-Victor par le baron Claude Antoine de Méolhan (ou Mévouillon) commandant du fort Notre Dame de la Garde. Les marseillais réagirent et reprirent le 20 novembre 1591 l’abbaye. Cette victoire consacra le pouvoir de Casaulx et incita le duc de Savoie qui subit une nouvelle défaite le 15 décembre 1591 à Vinon-sur-Verdon face aux troupes de Bernard de La Valette, à se retirer dans ses États.
La ville de Marseille subit encore de nouvelles attaques. Il y eut tout d’abord celle du 6 août 1592 par les troupes de Gaspard de Pontevès, comte de Carcès, ennemi de la comtesse de Sault. Une maladresse d’un soldat provoqua une explosion qui blessa ou tua une cinquantaine d’assaillants. Ce fut la « journée des brûlés ». L’attaque fut repoussée par Casaulx.
Le dictateur arriva ensuite à se séparer habilement de la comtesse de Sault qui, après une visite au printemps 1592 à Agde au connétable Henri Ier de Montmorency, était soupçonnée d’avoir passé des accords secrets avec ce dernier. À son retour en août 1592, Casaulx lui conseilla de ne pas s’opposer au ressentiment des Marseillais ; elle se retira avec Castellane Besaudun à Toulon.
Après la mort de son frère La Valette, le duc d’Epernon reprit le titre de gouverneur de la Provence. Il décida de s’emparer de Marseille et déclencha le 8 avril 1593 une vaste opération militaire avec 4 000 arquebusiers et 1 200 cavaliers ; l’attaque échoua. Par ailleurs le fort Notre Dame de la Garde, toujours occupé par les troupes savoyardes de Méolhan, fut repris par les troupes de Casaulx et son fils Fabio en reçut le commandement.

### Un bon administrateur
Casaulx se montra bon administrateur dans la gestion de la cité marseillaise. Pour se procurer de l’argent il rétablit un hôtel des monnaies. Il créa la première imprimerie marseillaise en passant en novembre 1594 un contrat avec le libraire Pierre Mascaron qui imprima divers bulletins municipaux, mais surtout le premier livre publié à Marseille. Il s’agit d’un recueil de poésies de Bellaud de la Bellaudière intitulé « Obros et rimos provenssalos » dédié à Louis d’Aix et Charles de Casaulx.
Casaulx créa le premier service des archives à la tête duquel il plaça Robert Ruffi dont le petit-fils Antoine de Ruffi et l’arrière-petit-fils Louis Antoine de Ruffi furent les premiers historiens de Marseille. Raoul Busquet, dans son histoire de Marseille, en conclut que l’on ne peut faire confiance à ces deux historiens qui ont présenté Casaulx comme un tyran car leur ancêtre qui craignait qu’on lui reproche son rôle sous la dictature, s’était montré un ardent royaliste après l’assassinat du 1er consul. Busquet en conclut que « le petit-fils a visiblement adopté l’attitude du grand-père et s’est efforcé de décharger sa mémoire en chargeant le dictateur ».
Le 1er consul se préoccupa également d’urbanisme en faisant abattre de vieux immeubles, et de santé publique en imposant par délibération du 8 novembre 1592 la fusion des hôpitaux du Saint-Esprit et de Saint-Jacques de Gallice. Il fut le véritable fondateur de l’hôtel Dieu. Il se soucia également de l’approvisionnement de la ville en céréales, notamment en faisant saisir si nécessaire les navires de commerce.

### Un despote redouté
Pour financer les dépenses entraînées par l’état de guerre, Casaulx dut mettre en place diverses taxes, non seulement sur les navires et les marchandises, mais également sur les propriétés foncières. Pour échapper à ces impôts, certains commerçants quittèrent Marseille et s’établirent à Toulon ou à La Ciotat. Casaulx fit expulser tous les membres de ces familles, ce qui lui permit de saisir leurs biens.

### Un tyran contesté
Si le peuple soutenait Casaulx, la classe bourgeoise et commerçante lui était de plus en plus défavorable. À la fin du printemps 1593, un royaliste nommé Porcin organisa un attentat place Neuve contre Louis d’Aix et Charles de Casaulx. Averti de ce complot, Casaulx et ses gardes attaquèrent la maison où s’étaient réfugiés les conspirateurs qui furent massacrés, à l’exception de Porcin qui put s’échapper.
Un autre attentat fut perpétré vers la Noël 1594. Henri de Brancolis, chanoine de l’église Saint-Martin et cousin de la femme de Casaulx, fut condamné et brûlé vif le 19 février 1593 pour le meurtre d’un de ses collègues. Le frère de ce chanoine reprochait à Casaulx de n’être pas intervenu pour son acquittement et organisa avec deux complices, François d’Atria et un marin, un attentat en plaçant des sacs de poudre sous les bancs de l’église des prêcheurs où s’asseyaient les consuls. Ce complot fut également déjoué et les deux complices de Brancolis furent pendus. Ce dernier attentat provoqua l’expulsion de tous les royalistes notoires.

### L’assassinat
Après l’abjuration du protestantisme par Henri IV le 25 juillet 1593 et sa reconnaissance par le parlement d’Aix-en-Provence comme roi de France le 5 janvier 1594, Casaulx se trouvait de plus en plus isolé. Le 17 septembre 1595, Henri IV obtenait l’absolution du pape Clément VIII. Il était évident que la cause de Casaulx était perdue et qu’il devait se rallier au roi. Casaulx rechercha alors de l’aide auprès de Philippe II, roi d’Espagne, et lui envoya fin novembre 1595 une délégation composée notamment de son frère François de Casaulx.

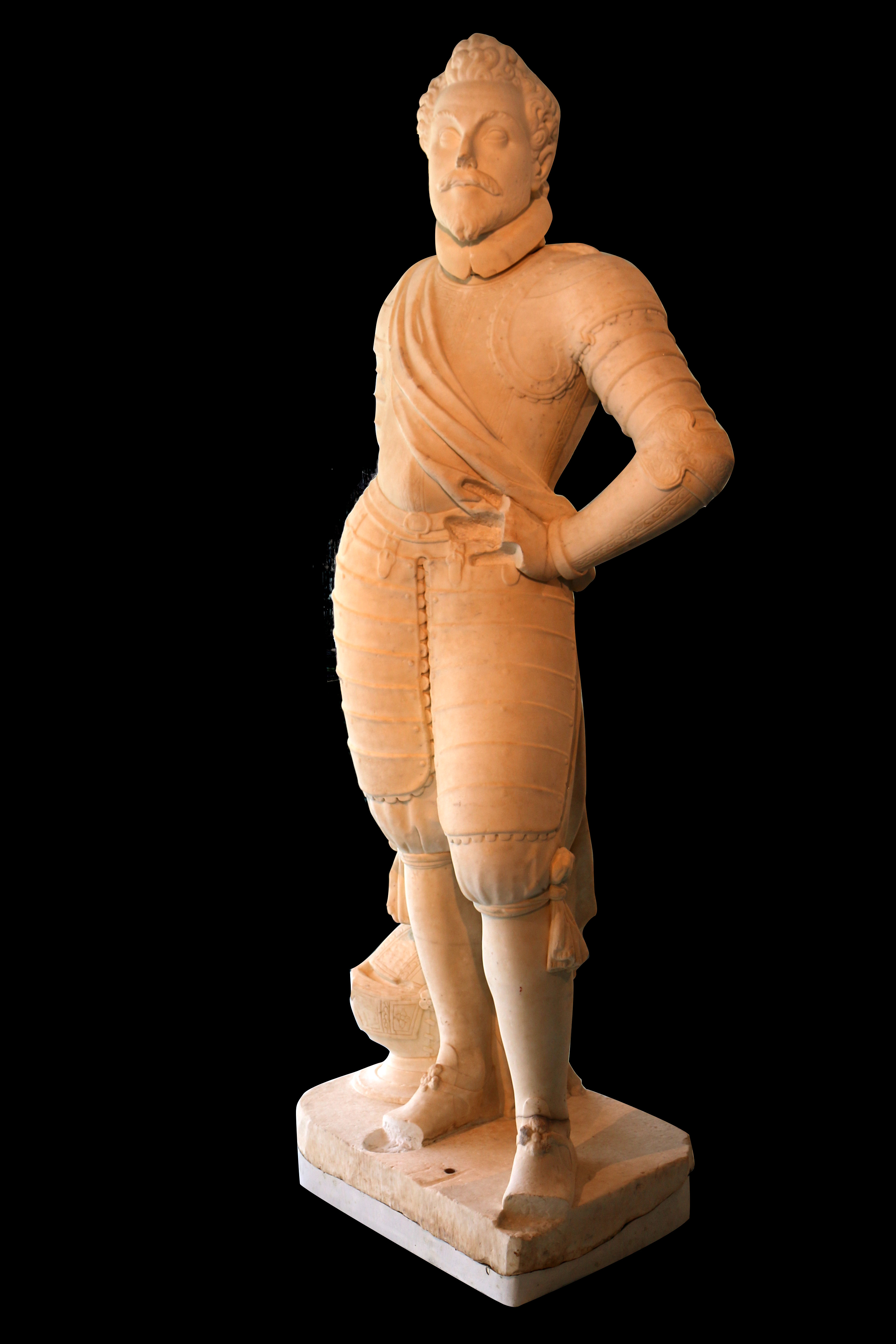
Pierre de Libertat
(1562-1597)
Musée d'histoire de Marseille

Étienne Bernard, ancien ligueur, fut envoyé à Marseille le 7 décembre 1595 pour présider la cour souveraine de Marseille, mais en fait surtout pour traiter avec Casaulx. Il ne réussit pas à le convaincre de reconnaître le roi Henri IV. Casaulx voulait rester le maître de Marseille. 
Charles de Lorraine, duc de Guise et fils du « balafré », avait été nommé gouverneur de Provence et fit approcher ses troupes de Marseille. Le temps pressait en effet pour le nouveau gouverneur car Charles de Casaulx s’était rapproché de Charles de Doria qui commandait en Méditerranée les galères espagnoles et avait envoyé à Marseille le 28 décembre 1595 quatre navires et quatre cents soldats. Début janvier 1596, arrivaient huit autres galères et un millier de soldats. Le 6 juin 1596, le duc de Guise tenta un premier assaut qui fut repoussé.
Geoffroy Dupré, notaire marseillais révoqué par Casaulx pour ses opinions royalistes, et Nicolas de Bausset, avocat évadé de la prison où il avait été enfermé pour ses opinions royalistes, organisèrent un nouveau complot qui réussira. Ils choisirent pour procéder à l’attentat le capitaine de la porte Réale, Pierre de Libertat, d’origine corse. Le duc de Guise et Étienne Bernard promettaient à Libertat en cas de réussite, la charge de viguier de Marseille, le commandement de la porte Réale, du fort Notre-Dame de la Garde et de deux galères et une gratification de 160 000 écus. Le jour de l’attentat fut fixé au 17 février 1596. Ce jour-là, les cavaliers du duc de Guise arrivèrent à la plaine Saint-Michel, à l’époque hors de la cité et actuellement place Jean-Jaurès. L’alerte ayant été donnée dans la ville, Casaulx avec seize gardes alla inspecter la porte Réale. Libertat s’avança près de lui et le tua par surprise de deux coups d’épée. La ville fut ensuite rapidement prise par le duc de Guise qui, dès le lendemain, se rendit à la Major pour rendre grâce à Dieu. Le 21 février 1596, douze galères espagnoles, amenant 1 200 hommes et les délégués marseillais dont François de Casaulx, arrivèrent au large de Marseille. La nouvelle de la mort du dictateur étant connue, l’escadre se retira à Barcelone.
La légende veut qu’à l’annonce de la reddition de Marseille, Henri IV aurait dit : « C’est maintenant que je suis roi de France. ».